# Lima Barreto (director)
Vítor Lima Barreto (Casa Branca, São Paulo, 23 de junio de 1906 - Campinas, São Paulo, 23 de noviembre de 1982), conocido simplemente como Lima Barreto, fue un actor, director, guionista y productor de cine brasileño.
Antes de debutar como director con el cortometraje Fazenda Velha, Lima Barreto había sido empleado en una fábrica de bolsas, camarero y periodista. En 1953 y tras realizar algún documental, estrenó el largometraje O Cangaceiro, por el que ganó el premio a la mejor película de aventuras en el Festival de Cannes.

## Filmografía
| Año  | Película             | Rol      | Rol       | Rol       | Rol   |
| Año  | Película             | Director | Guionista | Productor | Actor |
| ---- | -------------------- | -------- | --------- | --------- | ----- |
| 1940 | Fazenda Velha        | Sí       |           |           |       |
| 1951 | Painel               | Sí       |           | Sí        |       |
| 1952 | Santuário            | Sí       |           | Sí        |       |
| 1952 | Terra É Sempre Terra |          |           | Sí        |       |
| 1952 | Tico-Tico no Fubá    |          |           | Sí        |       |
| 1953 | O Cangaceiro         | Sí       | Sí        |           | Sí    |
| 1954 | São Paulo em Festa   | Sí       | Sí        |           |       |
| 1961 | A Primeira Missa     | Sí       | Sí        |           | Sí    |
| 1963 | Américas Unidas      |          | Sí        |           |       |
| 1969 | Quelé do Pajeú       |          | Sí        |           |       |
| 1974 | Pontal da Solidão    |          | Sí        |           |       |
| 1983 | Inocência            |          | Sí        |           |       |
| 1987 | Ele, o Boto          |          | Sí        |           |       |

## Premios y distinciones
Festival Internacional de Cine de Cannes
| Año  | Categoría                               | Película     | Resultado |
| ---- | --------------------------------------- | ------------ | --------- |
| 1953 | Premio a la mejor película de aventuras | O Cangaceiro | Ganador   |